# Фомичёв, Илья Владимирович
Илья́ Влади́мирович Фомичёв (14 августа 1982, Алма-Ата) — казахстанский футболист, защитник и полузащитник.

## Карьера
Сын футбольного тренера Владимира Фомичёва, под руководством которого играл в 2005 году за «Окжетпес». В 2006 году с «Оулу» вышел в высшую лигу чемпионата Финляндии, но в первом же сезоне на высшем уровне занял вместе с клубом последнее, двенадцатое место. Вызывался в молодёжную сборную Казахстана. В сезоне 2009 перешёл в «Тараз», который возглавлял его отец.
С сезона 2010 игрок «Жетысу». В апреле 2011 года вернулся в «Оулу». В конце ноября стал свободным агентом.
В январе был на просмотрах в кызылардинском «Кайсаре». В феврале 2012 года подписал контракт с узбекистанским «Машъалом», который также возглавлял его отец. Последним профессиональным клубом стал казахстанский «Восток» в 2013 году.